# Marc Sneyd

a Compétitions nationales et continentales officielles uniquement.

b Matchs officiels uniquement.
Marc Sneyd, né le 9 février 1991 à Oldham (Angleterre), est un joueur de rugby à XIII anglais évoluant au poste de demi d'ouverture ou de demi de mêlée. Après des débuts en 2010 à Salford City Reds, il est prêté une année à Castleford en 2014. Il rejoint ensuite en 2015 Hull FC.

## Biographie
Anglais, il a également représenté l'équipe d'Irlande. Sélectionné dans la sélection irlandaise pour la Coupe du monde 2013, il ne dispute toutefois aucun match au cours de cette compétition. Il a aussi l'ambition d'être un jour sélectionné en équipe d'Angleterre.

## Palmarès
- Collectif :
  - Vainqueur de la Challenge Cup : 2016 et 2017 (Hull FC).
  - Finaliste de la Challenge Cup : 2014 (Castleford).

- Individuel :
  - Élu meilleur joueur de la finale de la Challenge Cup : 2016 et 2017 (Hull FC).

### Statistiques
| Saison | Saison       | Championnat  | Championnat | Championnat | Championnat | Championnat | Championnat | Championnat | Coupe         | Coupe       | Coupe | Coupe | Coupe | Coupe | Coupe | Sélection | Sélection | Sélection | Sélection | Sélection | Sélection | Sélection |
| Saison | Saison       | Comp.        | Class.      | M           | Pts         | Ess.        | Buts        | Dp.         | Comp.         | Class.      | M     | Pts   | Ess.  | Buts  | Dp.   | Comp.     | M         | Pts       | Ess.      | Buts      | Dp.       |           |
| ------ | ------------ | ------------ | ----------- | ----------- | ----------- | ----------- | ----------- | ----------- | ------------- | ----------- | ----- | ----- | ----- | ----- | ----- | --------- | --------- | --------- | --------- | --------- | --------- | --------- |
| 2010   | Salford      | Super League | 12e         | 6           | -           | -           | -           | -           | Challenge Cup | 1/16 finale | -     | -     | -     | -     | -     |           |           |           |           |           |           |           |
| 2011   | Salford      | Super League | 11e         | 11          | 6           | 1           | 1           | -           | Challenge Cup | 1/8 finale  | 2     | -     | -     | -     | -     |           |           |           |           |           |           |           |
| 2012   | Salford      | Super League | 11e         | 4           | 10          | -           | 5           | -           | Challenge Cup | 1/8 finale  | 1     | 26    | 2     | 9     | -     |           |           |           |           |           |           |           |
| 2013   | Salford      | Super League | 14e         | 24          | 118         | 2           | 55          | 3           | Challenge Cup | 1/8 finale  | 2     | 30    | 2     | 11    | -     |           |           |           |           |           |           |           |
| 2014   | ↪ Castleford | Super League | 2e tour     | 26          | 138         | 6           | 100         | 2           | Challenge Cup | Finaliste   | 5     | 30    | 1     | 13    | -     |           |           |           |           |           |           |           |
| 2015   | Hull FC      | Super League | 8e          | 25          | 156         | 3           | 69          | 6           | Challenge Cup | 1/4 finale  | 1     | 12    | -     | 6     | -     |           |           |           |           |           |           |           |
| 2016   | Hull FC      | Super League | 1/2 finale  | 26          | 247         | 4           | 113         | 5           | Challenge Cup | Vainqueur   | 4     | 37    | -     | 18    | 1     |           |           |           |           |           |           |           |
| 2017   | Hull FC      | Super League | 1/2 finale  | 27          | 241         | 7           | 105         | 3           | Challenge Cup | Vainqueur   | 3     | 25    | -     | 12    | 1     |           |           |           |           |           |           |           |
| 2018   | Hull FC      | Super League | 8e          | 16          | 111         | 1           | 51          | 5           | Challenge Cup | 1/4 finale  | -     | -     | -     | -     | -     |           |           |           |           |           |           |           |
| 2019   | Hull FC      | Super League | 6e          | 28          | 223         | 2           | 104         | 7           | Challenge Cup | 1/2 finale  | 3     | 37    | -     | 18    | 1     |           |           |           |           |           |           |           |
| 2020   | Hull FC      | Super League | 1/2 finale  | 18          | 138         | 2           | 56          | 5           | Challenge Cup | 1/4 finale  | 1     | -     | -     | -     | -     |           |           |           |           |           |           |           |
| 2021   | Hull FC      | Super League | 8e          | 19          | 122         | -           | 60          | 2           | Challenge Cup | 1/2 finale  | 3     | 14    | -     | 7     | -     |           |           |           |           |           |           |           |
| 2022   | Salford      | Super League | 1/2 finale  | 26          | 244         | 4           | 105         | 2           | Challenge Cup | 1/8 finale  | 1     | -     | -     | -     | -     | CM        | 2         | 44        | 1         | 20        | -         |           |
| 2023   | Salford      | Super League | 7e          | 26          | 184         | 3           | 84          | 4           | Challenge Cup | 1/4 finale  | 2     | 17    | 1     | 8     | -     |           |           |           |           |           |           |           |
| 2024   | Salford      | Super League | 1er tour    | 27          | 212         | 3           | 98          | 4           | Challenge Cup | 1/8 finale  | 1     | -     | -     | -     | -     |           |           |           |           |           |           |           |